# Cámara de marcha atrás

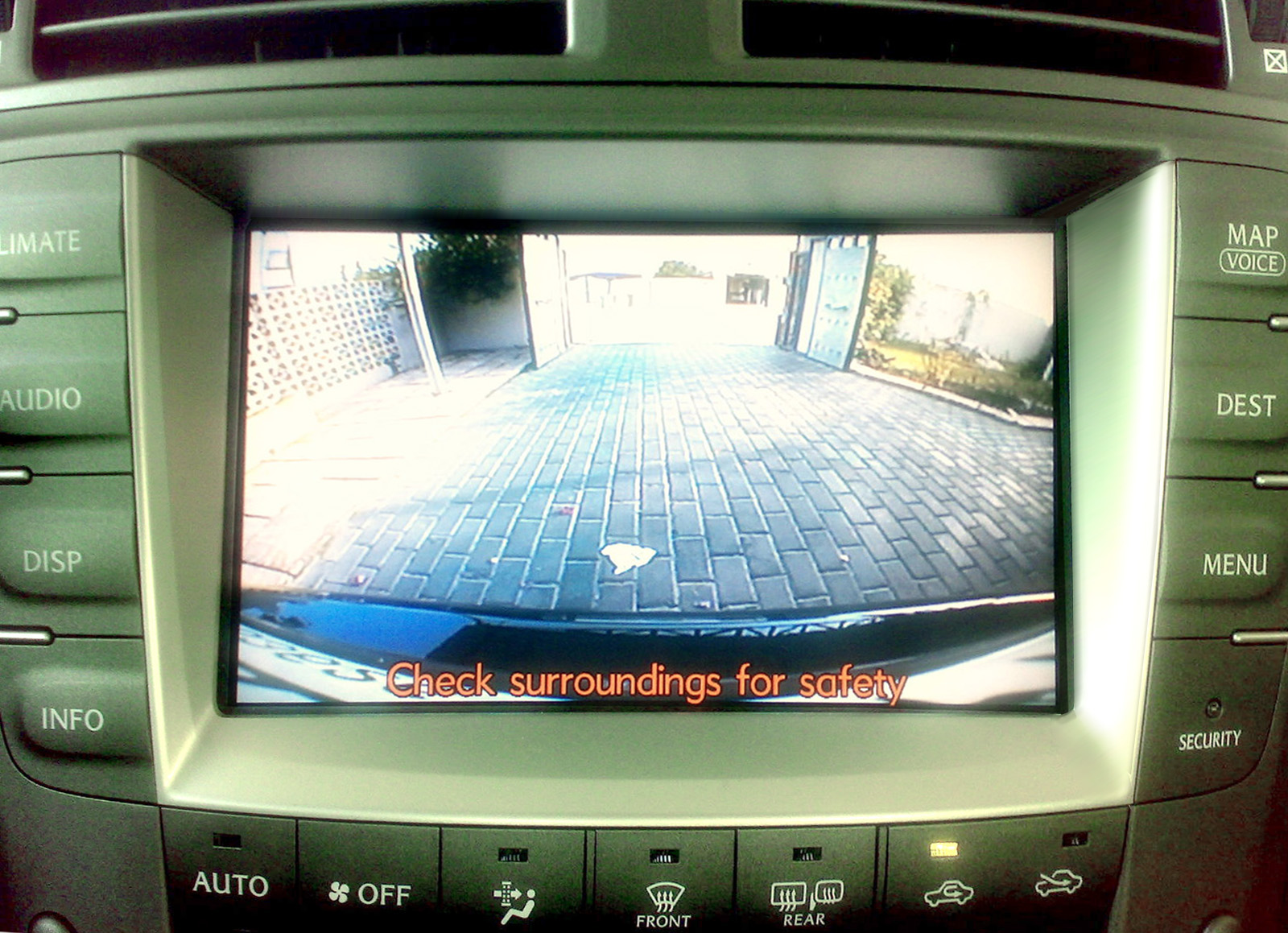
Vista desde una cámara de marcha atrás sobre una Lexus IS 250.

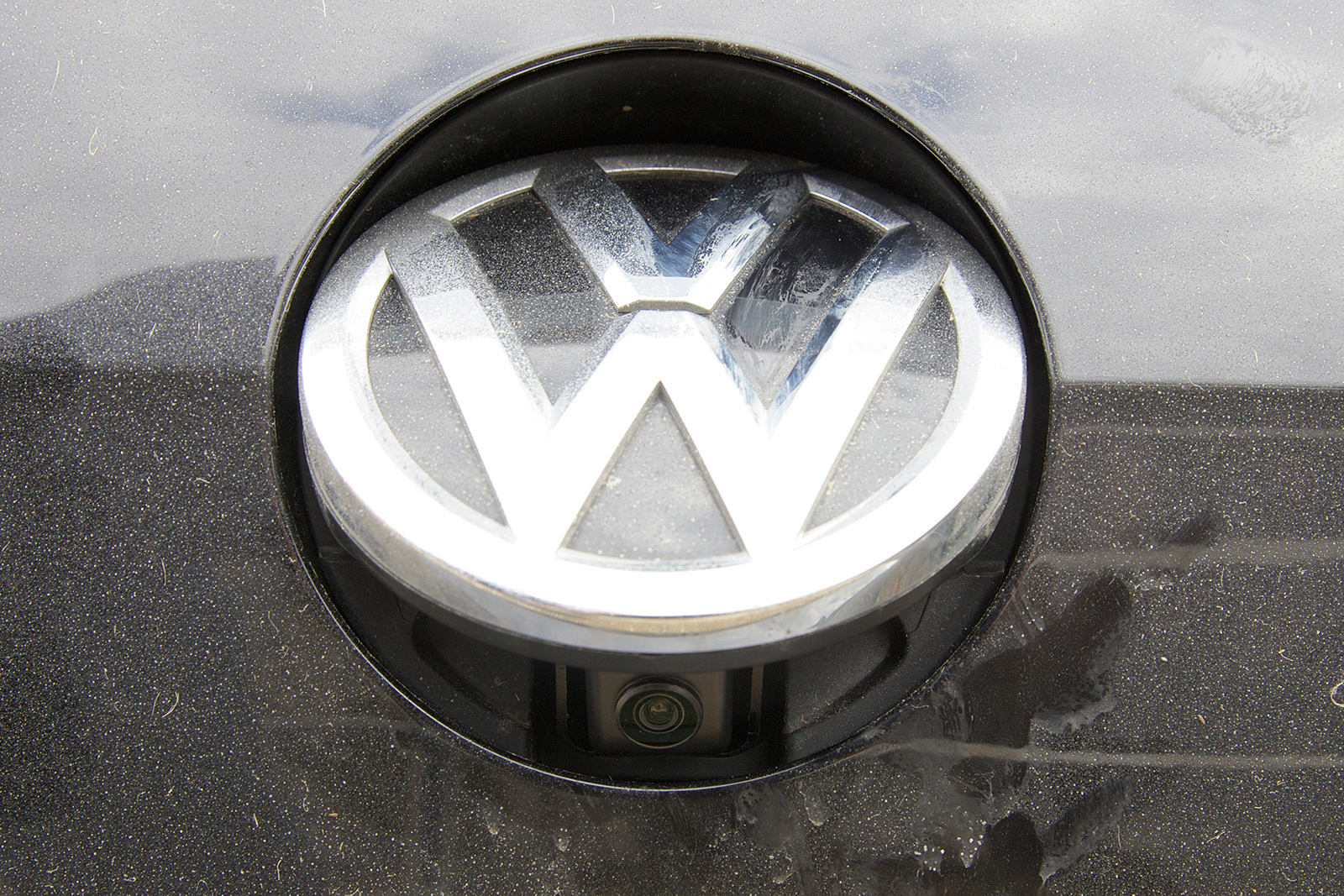
Cámara de marcha atrás en Volkswagen Golf Mk7

Una cámara de marcha atrás es un sistema que da una visibilidad completa de lo que ocurre en la parte trasera de un vehículo. En algunos modelos, tiene unas marcas que ayudan al conductor a aparcar su vehículo. 

## Funcionalidades generales

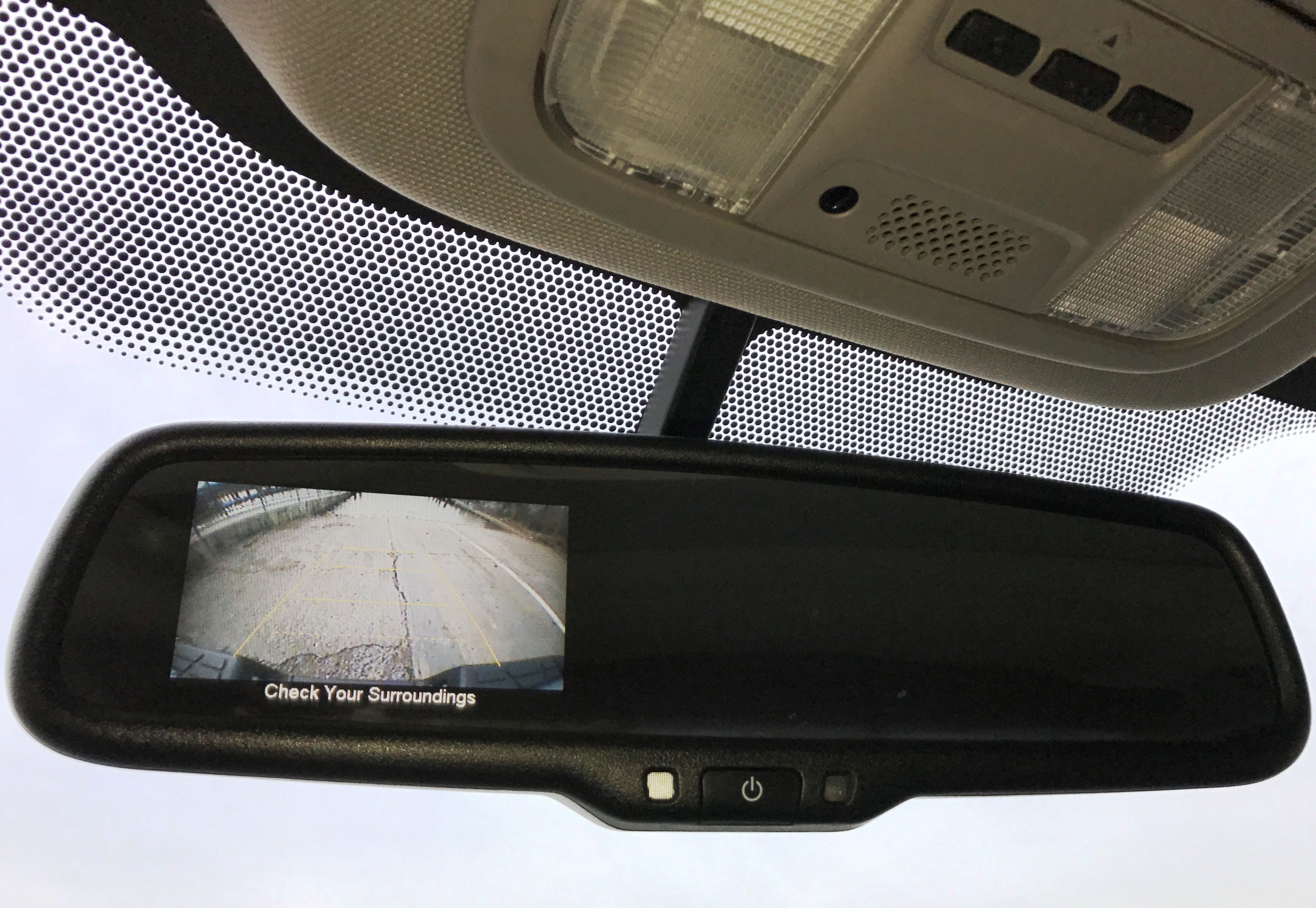
Retrovisor de un Honda Ridgeline RTL de 2014 con cámara de marcha atrás integrada

Cierto sistemas van equipados de un radar de proximidad que permite medir la distancia entre el vehículo y su entorno. Junto al radar puede haber:

### Líneas complementarias
La cámara de marcha atrás permite visualizar en pantalla unas marcas indicando la trayectoria que debe seguir el vehículo en función del ángulo de las ruedas delanteras, lo que ayuda al conductor a anticipar las consecuencias de su maniobra. En ciertos sistemas, las marcas indican si la maniobra puede ser peligrosa para el vehículo o lo que le rodea (obstáculos, peatones).

### Alarma sonora
En otros sistemas, una señal sonora indica al conductor que se avecina un obstáculo. general, esta señal es cada vez más rápida y cada vez más aguda cuando se acerca al obstáculo (obstáculos, peatones, etc.)

## Legislación
Las cámaras de marcha atrás serán obligatorias en todos los vehículos nuevos construidos a partir del 1 de mayo de 2018 en Estados Unidos.